# Ентомологічна асоціація Крефельда
Ентомологічна асоціація Крефельда (Entomologischer Verein Krefeld — EVK) — ентомологічне товариство, розташоване в Крефельді, Північний Рейн-Вестфалія, Німеччина. Заснований у 1905 році, він зберігає ретельні записи та зразки місцевих комах, колекцію, яку з 1987 року курує ентомолог Мартін Сорґ.
EVK відома, зокрема, завдяки проведеному дослідженню, опублікованому в PLOS One у 2017 році, яке продемонструвало 75-відсоткове зниження біомаси літаючих комах у 63 природних заповідниках Німеччини між 1989 і 2016 роками. За даними The Economist, стаття стала «третім найбільш часто цитованим науковим дослідженням» 2017 року в медіа.

## Членство
Розташований у колишній школі на Марктштрассе в Крефельді, EVK налічує близько 50 членів, багато з них любителі, які, за словами Гретхен Фогель у Science, «стали світовими експертами щодо своїх улюблених комах». Один член, Зігфрід Циморек, який не закінчив середньої школи, був нагороджений почесним доктором у 1979 році Швейцарським федеральним технологічним інститутом у Цюріху за його дослідження жука-древоріза.
Товариство є членом Deutsche Gesellschaft für allgemeine und angewandte Entomologie (Німецька асоціація загальної та прикладної ентомології).

## Куратори
- Ернст Пульман (1864—1959), з періоду до Другої світової війни до 1943 року
- Бруно Майкснер (1902—1999) з 1943 по 1958 рік
- Зігфрід Циморек (1927—1987) з 1958 по 1987
- Мартін Зорг, з 1987 року[1]

## 2017 дослідження

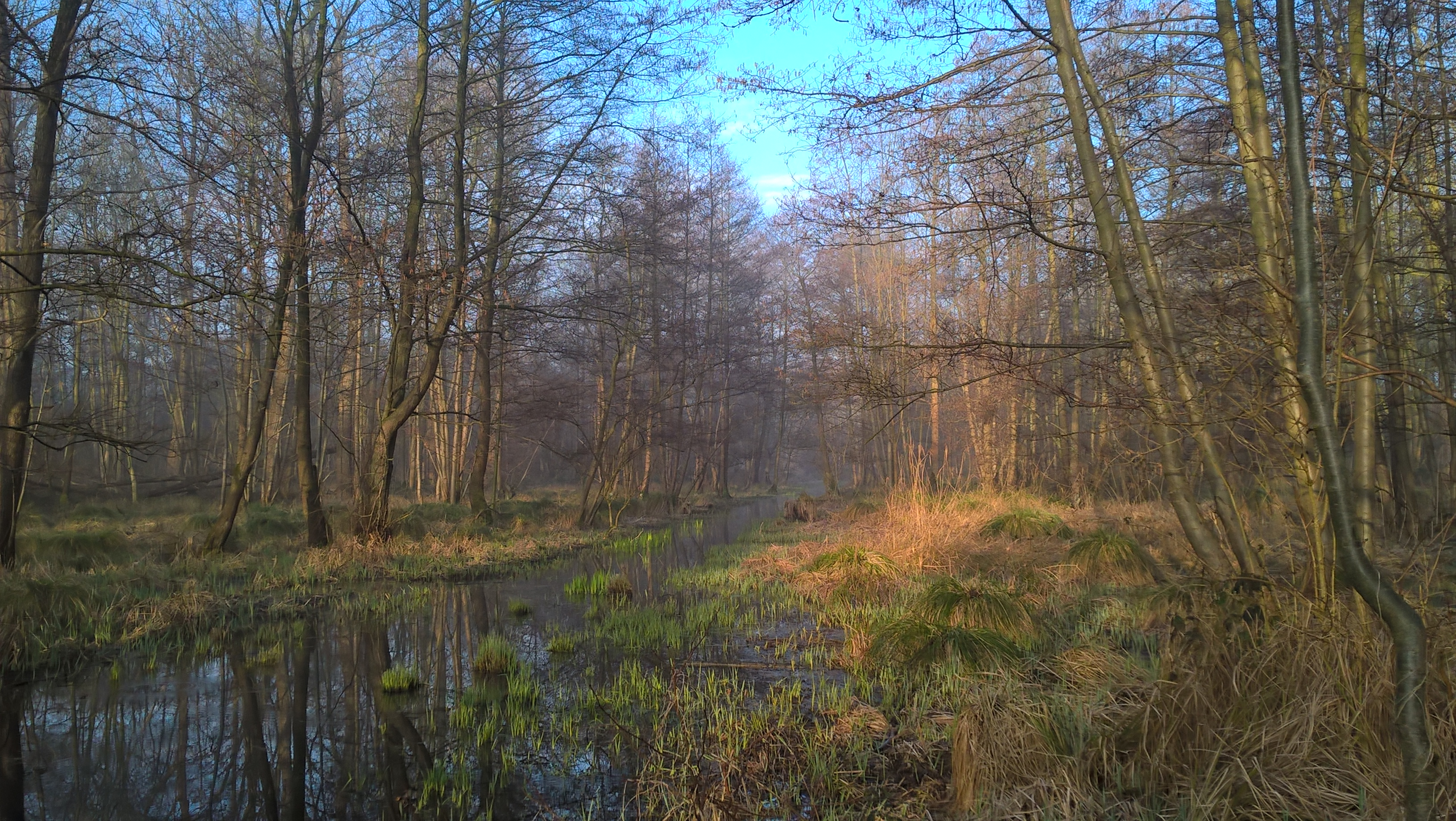
Один із природних заповідників Крефельда

Товариство відоме завдяки проведеному дослідженню, вперше опублікованому в 2013 році, в якому досліджувалося дані з пасток нездужання в 63 природних заповідниках Німеччини, більшість з яких в районі Крефельда. Повторно проаналізоване та опубліковане в 2017 році в PLOS One дослідження показало, що з 1989 по 2016 рік біомаса літаючих комах у природних заповідниках скоротилася на 75 відсотків. Стаття привернула широку увагу. За даними The Economist, це було «третє за частотою цитування наукове дослідження» в ЗМІ у 2017 році. Товариство отримало за цю роботу премію «Герой науки».